# Claire Wauthion
Claire Wauthion, née le 12 juin 1945 à Rongy, est une actrice belge. Elle est connue pour avoir joué dans plusieurs films de la réalisatrice Chantal Akerman, sa compatriote.

## Biographie
Claire Wauthion a passé son adolescence à Bouillon, où elle a fait ses humanités à l'Athénée royal. C'est à ce moment qu'elle a participé à l'émission de Robert Frère, À vos marques. 

## Filmographie

### Cinéma
- 1970 : Paix sur les champs de Jacques Boigelot : Lodia
- 1971 : L'Enfant aimé ou Je joue à être une femme mariée de Chantal Akerman : la jeune mère
- 1971 : La Famille de Yvan Lagrange
- 1972 : Tristan et Iseult d'Yvan Lagrange : Iseult
- 1974 : Je, tu, il, elle de Chantal Akerman : la petite amie de Julie
- 1975 : Trompe-l'œil de Claude d'Anna : l'essayeuse
- 1975 : Le fils d'Amr est mort, de Jean-Jacques Andrien : Barbara
- 1976 : Berthe de Patrick Ledoux : Berthe
- 1979 : La Mémoire courte d'Eduardo de Gregorio : Mme Mann
- 1982 : Une femme en fuite de Maurice Rabinowicz : Anne
- 1983 : Benvenuta d'André Delvaux : Inge
- 1983 : Le Retour de Christophe Colon de Jean-Pierre Saire : Laurence Delisle
- 1983 : La Fuite en avant de Christian Zerbib : Louise
- 1986 : Qui trop embrasse de  Jacques Davila : la dame à l'enfant
- 1992 : Riens du tout de Cédric Klapisch : Mme Lepetit
- 1997 : Port Djema d'Eric Heumann : Sœur Marie-Françoise
- 1999 : Haut les cœurs ! de Solveig Anspach : la mère d'Emma
- 2000 : Les Acteurs de Bertrand Blier : la femme de Jacques François
- 2016 : D'une pierre deux coups de Fejria Deliba : Christiane Chevalier

### Télévision
- 1970 : L'Ennemi sans visage de Teff Erhat : Andrée
- 1972 : Les Évasions célèbres, épisode Jacqueline de Bavière : Jacqueline de Bavière
- 1974 : Les Brigades du Tigre, épisode La main noire de Victor Vicas : Beba
- 2003 : L'Amour au soleil de Bruno Bontzolakis : Suzanne
- 2006 : Louis Page (série télévisée), épisode Un rebelle dans la famille, de Jean-Louis Bertuccelli : Bernadette
- 2009 : Kaamelott Livre VI (épisodes 5 et 8), de Alexandre Astier : Evaine (mère de Bohort)
- 2013 : Les Anonymes - Ùn' pienghjite micca de Pierre Schoeller : Mme Érignac
- 2013 : Détectives (Avis de coup de vent de Lorenzo Gabriele) : Vera
- 2017 : Ce que vivent les roses (téléfilm français réalisé par Frédéric Berthe) : Gisèle Rochere

## Distinctions
- 1974 : Ève du Théâtre